# John Brendan Kelly
John Brenden (Jack) Kelly Sr.  (Philadelphia (Pennsylvania), 4 oktober 1889 - aldaar, 20 juni 1960) was een Amerikaans roeier en vader van actrice Grace Kelly.

## Levensloop
Kelly was een van de tien kinderen van John Henry Kelly, een Ierse immigrant, die in 1869 naar de Verenigde Staten kwam. Zijn moeder, Mary Anne Costello, was ook een Ierse immigrante die in 1867 naar de Verenigde Staten geëmigreerd was. Kelly begon kort voor de Eerste Wereldoorlog met roeien. In 1916 werd hij nationaal kampioen. Omdat de oorlog woedde, moest hij zijn carrière onderbreken. Hij schopte het in het leger tot luitenant. Hij deed aan boksen in deze periode.
Vanaf 1918 legde hij zich weer volledig toe op het roeien. Hij behaalde drie gouden medailles op de Olympische Zomerspelen. Op de Spelen van 1920 behaalde hij goud in de 'single scull' en 'double scull' (samen met Paul Costello). Op de Spelen van 1924 herhaalde hij, samen met Costello, de prestatie van 1920 door opnieuw goud te nemen in de 'double scull'.
Hij huwde in 1924 met Margeret Katherine Majer (1898-1990). Ze kregen vier kinderen:
- Margeret Katherine (1925-1991)
- John Brendan, Jr. (1927-1985)
- Grace Patricia (1929-1982)
- Elisabeth Ann (1933-2009)

Zoon John Brendan, Jr. was ook een succesvol roeier. Hij won in 1956 brons op de Olympische Spelen in het roeien 'single scull'.
Zijn dochter Grace Kelly werd een bekende actrice. Zij huwde in 1956 met prins Rainier III van Monaco.
John Brendan Kelly overleed in 1960 op 70-jarige leeftijd.

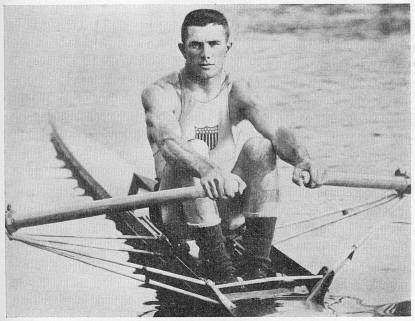
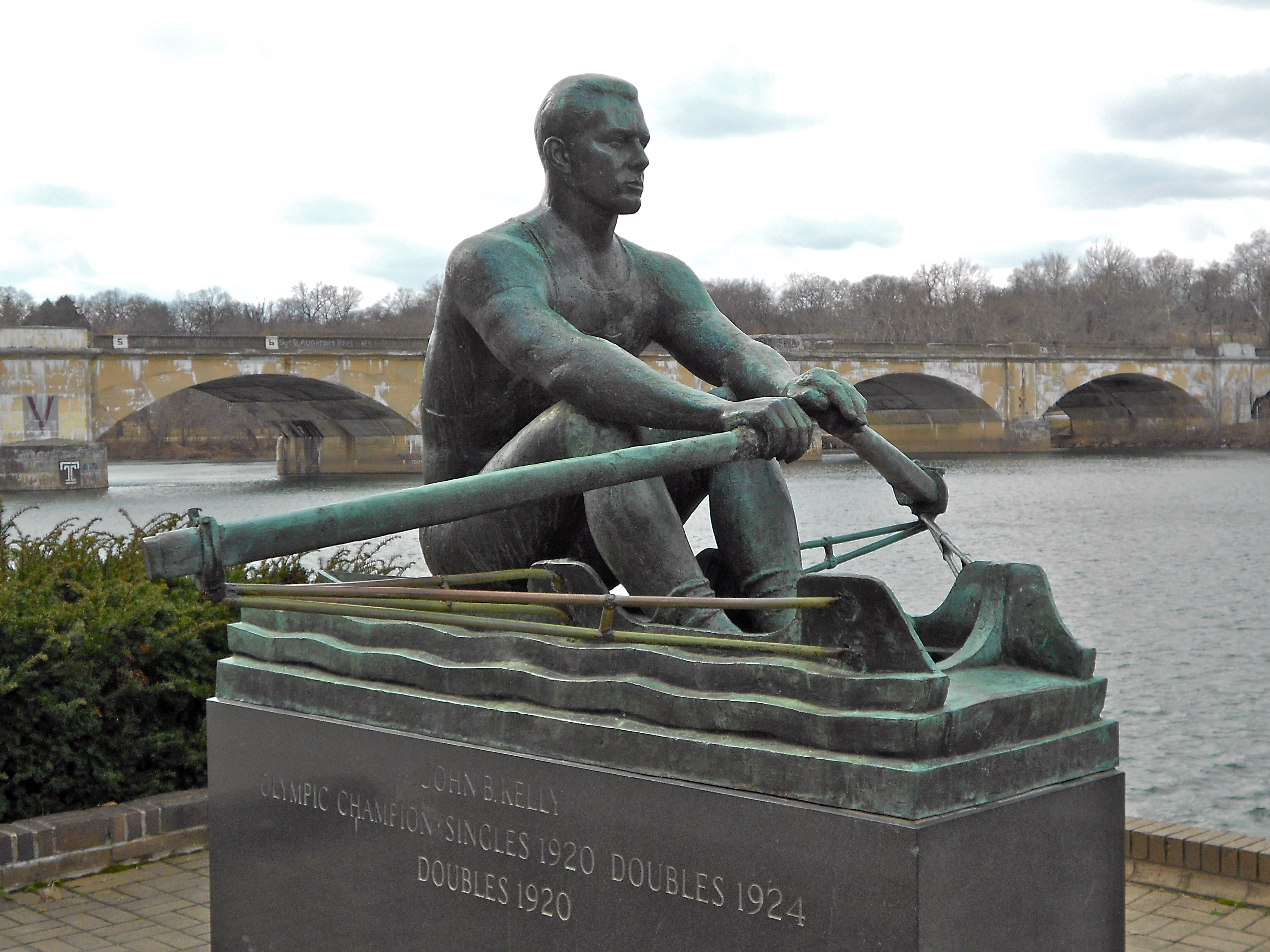

1900: Hermann Barrelet ·
1904: Frank Greer ·
1908: Harry Blackstaffe ·
1912: William Kinnear ·
1920: John B. Kelly, Sr. ·
1924: Jack Beresford ·
1928: Henry Pearce ·
1932: Henry Pearce ·
1936: Gustav Schäfer ·
1948: Mervyn Wood ·
1952: Joeri Tjoekalov ·
1956: Vjatsjeslav Ivanov ·
1960: Vjatsjeslav Ivanov ·
1964: Vjatsjeslav Ivanov ·
1968: Jan Wienese ·
1972: Joeri Malysjev ·
1976: Pertti Karppinen ·
1980: Pertti Karppinen ·
1984: Pertti Karppinen ·
1988: Thomas Lange ·
1992: Thomas Lange ·
1996: Xeno Müller ·
2000: Robert Waddell ·
2004: Olaf Tufte ·
2008: Olaf Tufte ·
2012: Mahe Drysdale ·
2016: Mahe Drysdale ·
2020: Stefanos Douskos ·
2024: Oliver Zeidler
1904: John Mulcahy & William Varley ·
1920: Paul Costello & John B. Kelly, Sr. ·
1924: Paul Costello & John B. Kelly, Sr. ·
1928: Paul Costello & Charles McIlvaine ·
1932: Kenneth Myers & Garrett Gilmore ·
1936: Jack Beresford & Leslie Southwood ·
1948: Richard Burnell & Bert Bushnell ·
1952: Tranquilo Cappozzo & Eduardo Guerrero ·
1956: Aleksandr Berkoetov & Joeri Tjoekalov ·
1960: Václav Kozák & Pavel Schmidt ·
1964: Oleg Tjoerin & Boris Doebrovsky ·
1968: Anatoli Sass & Aleksandr Timosjinin ·
1972: Aleksandr Timosjinin & Gennadi Korsjikov ·
1976: Frank Hansen & Alf Hansen ·
1980: Joachim Dreifke & Klaus Kröppelien ·
1984: Bradley Lewis & Paul Enquist ·
1988: Nico Rienks & Ronald Florijn ·
1992: Stephen Hawkins & Peter Antonie ·
1996: Agostino Abbagnale & Davide Tizzano ·
2000: Luka Špik & Iztok Čop ·
2004: Sébastien Vieilledent & Adrien Hardy ·
2008: David Crawshay & Scott Brennan ·
2012: Nathan Cohen & Joseph Sullivan  ·
2016: Martin Sinković & Valent Sinković ·
2020: Hugo Boucheron & Matthieu Androdias  ·
2024: Andrei Cornea & Marian Enache